# Projekt Genograficzny
Projekt Genograficzny ((ang.) The Genographic Project) jest powstałym 13 kwietnia 2005 roku wspólnym przedsięwzięciem National Geographic Society i firmy IBM mającym za cel ustalenie tras prehistorycznych migracji ludzi. Badania w założeniu miały trwać pięć lat, ale zostały przedłużone do końca roku 2011 i polegają na zbieraniu oraz analizie próbek DNA od setek tysięcy ludzi z całego świata.
Są to pierwsze badania antropologii genetycznej na tak szeroką skalę.

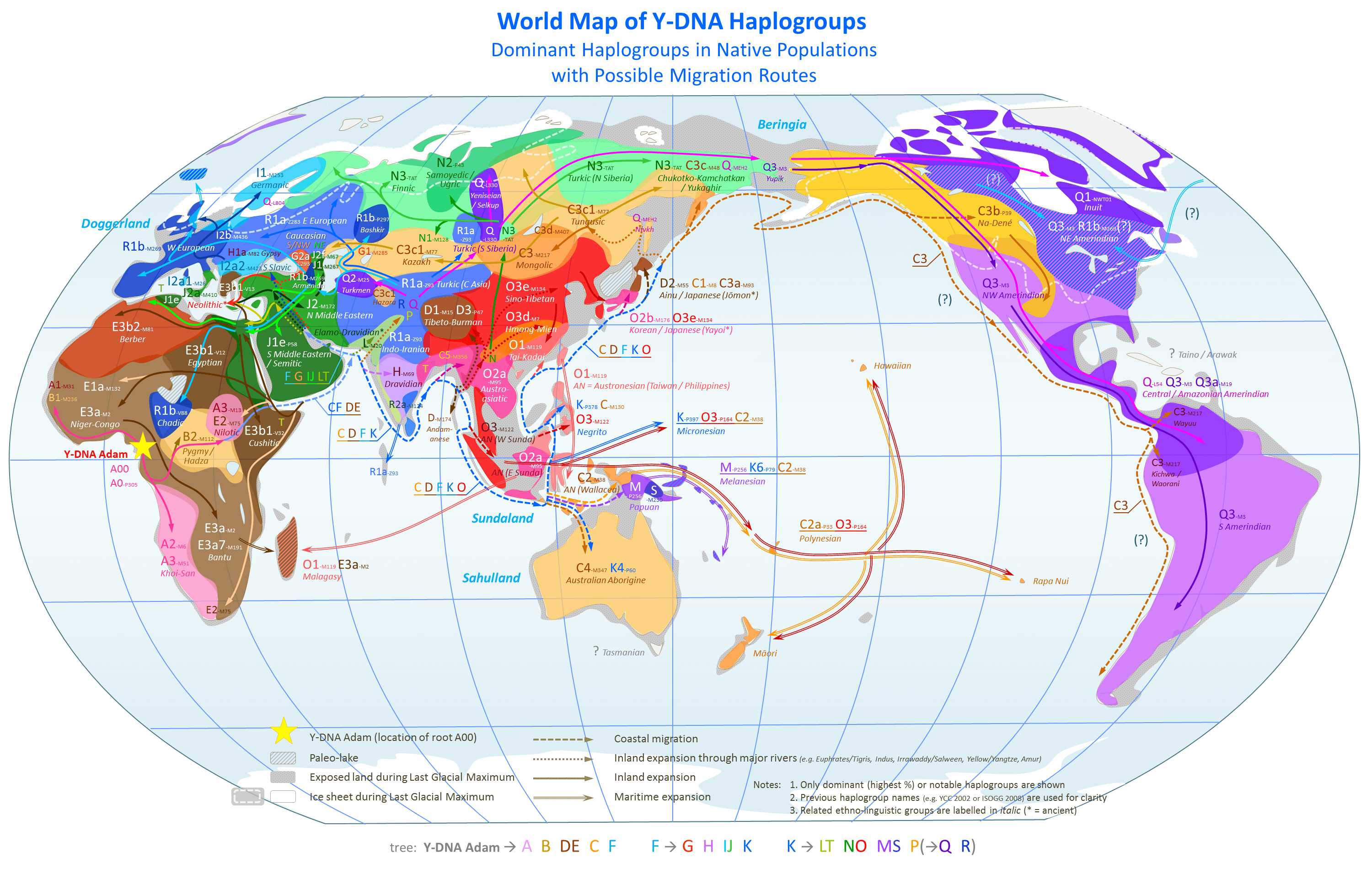

Pierwotnym założeniem projektu była analiza próbek DNA od tych ludów tubylczych, które wyrażą na takie badanie zgodę oraz od stu tysięcy ochotników z całego świata, którzy zapłacą za analizę swojego DNA. Do końca września 2010 r. nie podano danych dotyczących pierwszej kategorii, natomiast 4 lutego 2010 r. podano iż przeanalizowano DNA od 265 tysięcy osób, które opłaciły swoje badanie.
Badanie obejmuje w przypadku kobiet test mitochondrialnego DNA (mtDNA).
Analizowany jest hiperzmienny region 1 (HVR1), sekwencje od 16001 do 16569 mitochondrialnego DNA – jest to niekodujący fragment genomu mitochondrialnego o wysokim zróżnicowaniu u poszczególnych ludzi. Wynik podawany jest jako różnica (zmiana) w stosunku do Cambridge Reference Sequence.
W przypadku mężczyzn wykonywany jest taki sam test mtDNA oraz dodatkowo test dwunastu krótkich powtórzeń tandemowych (STR) na obszarze niekodującym chromosomu Y (markery Y-DNA:
DYS393, DYS439, DYS388, DYS385a, DYS19, DYS389-1, DYS390, DYS385b, DYS391, DYS389-2, DYS426, DYS392).
Próbki DNA od ludów tubylczych badane są w jedenastu laboratoriach na świecie (w Polsce nie ma żadnego). Do analizy opłaconych próbek projekt korzysta z firmy Family Tree DNA (FTDNA) przeprowadzającej badania w Arizona Research Labs Uniwersytetu Arizony.